# 2006年热带风暴阿尔贝托
热带风暴阿尔贝托（英語：Tropical Storm Alberto）是2006年大西洋飓风季的第一个热带风暴，于6月10日在加勒比地区西北部形成。风暴总体向北移动，达到风速每小时110公里的最高强度后有所减弱，于6月13日在佛罗里达州西北狭长地带中部登岸，接下来先后途经乔治亚州东部和北卡罗来纳州，再以热带低气压强度经过弗吉尼亚州，最后于6月14日转变成温带气旋。
风暴给加勒比地区西部带去倾盆大雨，造成了轻微的破坏。佛罗里达州出现中等程度风暴潮，在沿海地区引发洪水，造成破坏，气旋的外围雨带还催生了多场龙卷风。风暴间接导致坦帕湾近海有两人溺毙。北卡罗莱纳州因暴雨导致局部地区出现严重的洪灾，富兰克林县有一位孩童淹死。阿尔贝托的残留还给加拿大大西洋省份带去狂风并导致4人失踪，不过整场风暴总体造成的破坏很小。

## 气象历史
2006年6月初，中美洲和加勒比西部上空有一片对流区持续存在，而且还关联有一片广阔且几乎没有移动的低压槽。6月8日，一股东风波进入加勒比海西部，天气系统中的雷暴活动有所增多，并且变得更为集中，其西部的一股上层低气压也令系统上空的外流增加。天气扰动缓慢向西北偏北方向飘移，不过由于上层风的影响以及与陆地间的相互作用，系统起初没有获得充分发展。之后系统逐渐组织起来，到了6月10日，环流中的对流已经充分组织起来，美国国家飓风中心为此将位于古巴最西侧以南约225公里的系统归类为2006年大西洋飓风季的第一号热带低气压。
低气压经尤卡坦海峡向西北行进并进入一片风切变更多的海域，气旋中心因此变得暴露出来并拉长。虽然组织结构欠佳，但系统的东部半圆中仍然保有强风。根据飓风猎人侦察机的报告，6月11日清晨，位于干龟群岛西南方向约420公里洋面的低气压中飞行高速层的风速达到每小时80公里，并且其中还有少量对流带，表明系统已经增强成热带风暴。下层环流的组织结构有所改善，但气象部门预计风切变也会增多，令风暴无法得到大幅增强。美国国家飓风中心的一位天气预报员认为，这场风暴类似于亚热带气旋。但其中实际上却发展出西向深层对流，总体结构有所改善。与此同时，阿尔贝托由于一片逐渐逼近低压槽的影响转向东北。6月12日，最深层对流下方的环流突然出现重组，风暴这时正好经过温暖的佛罗里达洋流，在这样的双重利好条件下，阿尔贝托迅速在佛罗里达州坦帕西北偏西方向约350公里海域达到最大持续风速每小时115公里的最高强度。
美国国家飓风中心的气象预报员一度估计风暴虽然将会进入水温较低且风切变较强的海域，但还是会达到飓风标准并以此强度登陆。阿尔贝托在最高强度保持了约18小时，同时加速向东北方向前进，其对流出现消减，云层格局变得拉长。6月13日，环流中开始夹带有干燥空气，风暴中心因此从对流中暴露出来，风场得到大幅扩张。中心的西部半圆中发展出局部的风眼墙，但其中的风速还是远远低于飓风标准。阿尔贝托继续减弱，于协调世界时6月13日下午16点30分以每小时75公里风速在佛罗里达州泰勒县登陆，登陆点约在塔拉赫西东南方向80公里处。

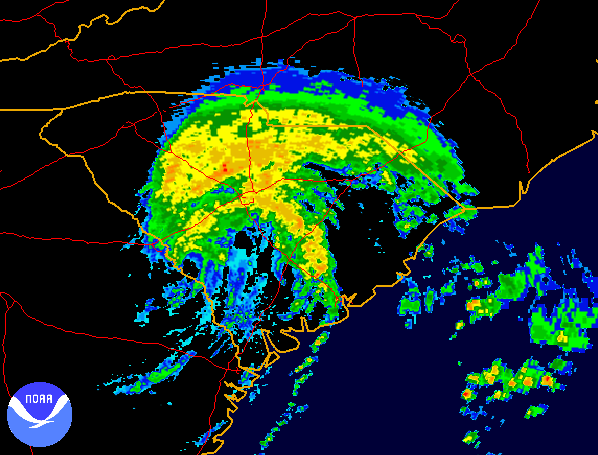
位于南卡罗莱纳州上空的热带风暴阿尔贝托。

风暴进入陆地上空后仍然保持着良好的组织结构并保有带状特征，并在进入乔治亚州领空期间继续产生热带风暴强度的大风。6月14日清晨，风暴在朝乔治亚州詹金斯縣城市米伦（Millen）逼近时减弱到热带低气压强度，之后很快开始失去热带天气系统特征，减弱为热带低气压仅6小时后就转变成了温带气旋。6月14日晚，温带系统加速朝东北前进并进入大西洋，再于6月15日进入加拿大飓风中心责任海域。阿尔贝托的残留在开放水域上空开始再度强化，温带残留低气压于当天晚些时候在新斯科舍以南近海达到风速每小时105公里，气压969毫巴（百帕）强度，低气压还表现出了层次分明的间歇性结构。阿尔贝托的残留从塞布尔岛（Sable Island）附近洋面经过后，于6月16日从纽芬兰岛的阿瓦隆半岛穿过。温带风暴接下来转向东北偏东，之后又转朝东面前进并一直保持快速移动趋势，最终于6月19日和不列颠群岛附近一股逐渐逼近的冷锋融合而消散。

## 防灾措施

热带风暴阿尔贝托登陆时的雷达图像。

6月12日，古巴政府为防范洪灾的威胁而将该国西部超过2.5万居民撤离。美国国家飓风中心于6月10日清晨向青年岛和比那尔德里奥省发布了热带风暴警告，但古巴政府没有公布这些警告的内容。
佛罗里达州西北部地区官员在风暴登岸一天前向莱维县、西特拉斯县和泰勒县的约2.1万公民发布了强制撤离令。多所学校予以关闭并改设成避难所，共计有约350位沿海居民进入紧急避难所躲避。风暴到达前，佛罗里达州州长杰布·布什宣布该州进入紧急状态。佛罗里达州西北狭长地带部分区域在风暴登陆前约43小时第一个收到热带风暴警告。由于气象部门预计阿尔贝托会继续加强，美国国家飓风中心又于气旋登陆前约25小时向长船礁到奥克洛科尼河（Ochlockonee River）之间地区发布了飓风警告，并且热带风暴警告的生效范围向南扩展至恩格尔伍德（Englewood），向西延伸到印第安帕斯（Indian Pass）。还向佛罗里达州弗拉格勒海滩和南卡罗莱纳州桑蒂河（Santee River）河口之间地区发布了热带风暴警告。随着风暴向内陆进发，美国国家气象局驻各地办事处向北卡罗莱纳州部分地区、弗吉尼亚州和德玛瓦半岛发布了洪水观察预警。此外，南卡罗莱纳州到弗吉尼亚州的部分区域还收到了洪水和山洪暴发警告。
阿尔贝托在陆地上空转变成温带气旋后，加拿大飓风中心向新斯科舍近海水域发布了烈风警告，之后警告范围扩展到了纽芬兰。此外，大西洋风暴预测中心也向新斯科舍沿海地区发布了内陆大风警告，还针对新斯科舍所有大西洋沿海区域发布了降雨量警告。

## 影响

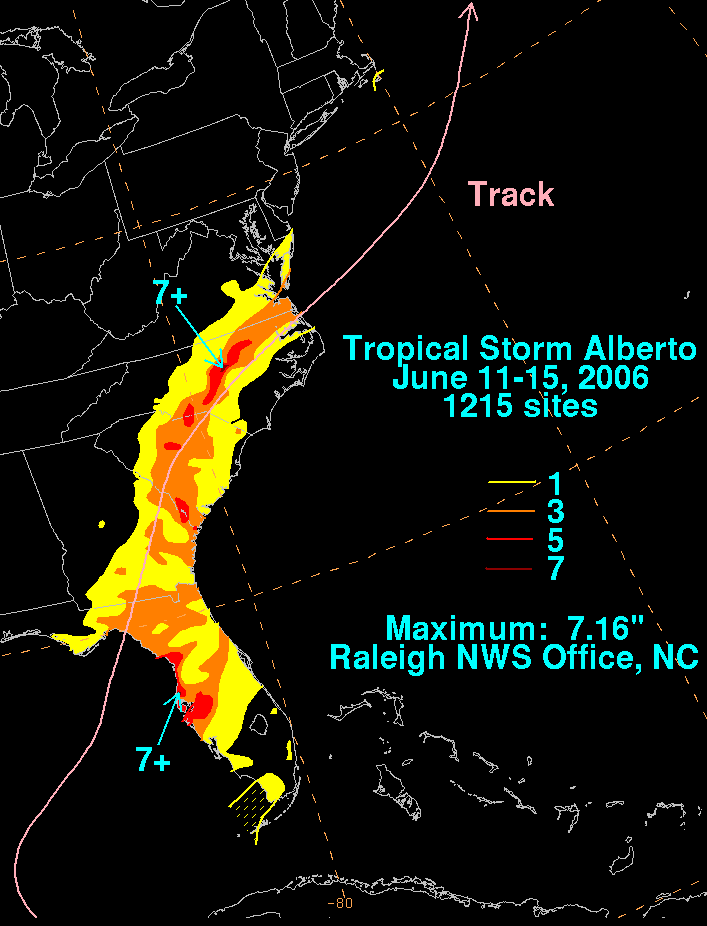
风暴给美国带去的降雨量。

### 加勒比地区
阿尔贝托还处在热带低气压阶段时给加勒比西部带去暴雨。大开曼的一个气象站记录下的24小时降雨量高达577毫米。古巴的比那尔德里奥省降雨量也有445毫米，其中一个气象站记录下的一小时降雨量达到103毫米。青年岛苏米德罗（Sumidero）的累计降雨量达到398毫米。古巴和青年岛之间的空中和水路运输都受到中断。哈瓦那省的普拉亚巴拉科亚（Playa Baracoa）降水共计有215毫米。大部分降雨都发生在一段比较短暂的时间内，这在很大程度上缓解了当地严重的干旱情况。比那尔德里奥省有130平方公里农作物被淹。该国共有约50套房屋受到这场风暴的破坏，其中近半数位于哈瓦那。
阿尔贝托给墨西哥带去少量降雨，其中尤卡坦州的佩托（Peto）在24小时内降雨量达到100毫米。整个金塔纳罗奥州和坎佩切州都报道出现小雨。

### 佛罗里达州
阿尔贝托关联的大范围对流带给佛罗里达州带去了持续数日的降水。全州记录降雨量最高的是塔彭斯普林斯以东8公里处的一个气象站，达到180毫米。这场风暴在该州产生的最高持续风速是圣彼德斯堡测得的每小时65公里，当地还记录下时速90公里的阵风。风暴从佛罗里达州西北狭长地带登陆期间，水晶河核电站（Crystal River Power Plant）报告出现高达2.2米的风暴潮，不过这一数字没有得到正式确认。大浪和风暴潮相结合，导致西北狭长地带沿岸出现潮汐洪水。阿尔贝托的外围雨带共计在该州催生了6场龙卷风，不过都没有造成严重破坏。

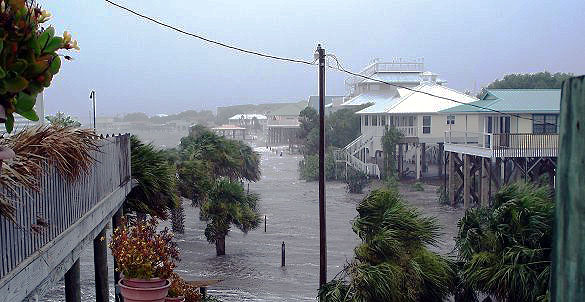
佛罗里达州马蹄海滩因这场风暴出现的风暴潮汐洪灾。

风暴潮汐洪灾造成沿海地区数十套民房轻度受损，还有多条道路暂时封闭。西特拉斯县霍莫萨萨（Homosassa）附近有两位没有撤离的市民请求水上救援。降雨和汹涌的水流还导致水上船只难以掌控航向，希尔斯波罗县艾格蒙特礁州立公园（Egmont Key State Park）就有一位女性因此落水，他的丈夫和一位朋友没有穿救生衣就下水营救，结果两人均不幸溺毙，但这位女子最终还是安全地回到了船上。降水导致一些道路出现暂时性的水淹，不过也缓解了当地的干旱情况。中等强度的阵风刮倒了佛罗里达州东北部的一些树木，还引发了局部停电。该州共计遭受了约39万美元（2006年美元）的损失。

### 美国东南部
随着风暴进入乔治亚州，沿海地区出现了时速72公里的中等强度风速。该州东南部的降雨量在75到125毫米之间，局部降雨量最高的是埃芬漢縣的林孔（Rincon），达到179毫米。阿尔贝托给普拉斯基堡带去了2.6米高的风暴潮，导致海岸沿线出现一定程度的海滩侵蚀。
南卡罗莱纳州沿海出现热带风暴强度大风，其中正式记录下的最高风速出现在艾迪斯托海滩，达到每小时82公里。风暴给该州大部分地区带去降水，其中降雨量最高的是博福特縣的普里查德维尔（Pritchardville），达到112毫米。该州最南部的屏障岛弗里普岛（Fripp Island）沿岸出现高于平均水位2.4米的风暴潮，导致部分沿海地区出现一定程度的海滩侵蚀。气旋转变成温带系统期间，其雨带在该州确认催生了至少7场龙卷风，其中大部分的藤田级数达到0级，美国国家气象局还在报告中表示，南卡罗莱纳州有可能还出现了更多的龙卷风。这些龙卷风造成了轻度破坏，不过全州总体上受到的影响很小。
阿尔贝托的残留令北卡罗莱纳州普降暴雨，美国国家气象局驻罗利办事处记录下182毫米降雨量，这也是全美因这场风暴产生降水的最高纪录。多个地点打破了原有的降水纪录，罗利达拉姆国际机场的一处气象站记录下的单日降雨量打破了该站的历史纪录。降水导致该州中部出现洪灾，美国国家气象局驻罗利办事处发布了45位山洪预警。韦克县的警察和消防员实施了47次水上求援。此外，罗利和韦克县的9-1-1求助中心一共接到了超过1076通求救电话。当地出现山洪暴发，导致克拉布特里溪（Crabtree Creek）的罗利境内河段水位涨至7.2米，创下该河水位的历史第二高纪录。溢出的河水将一些车辆淹至没顶，克拉布特里谷购物中心（Crabtree Valley Mall）也予关闭。其它地区还报道出现了严重的洪灾，导致部分房屋受损，多条道路封闭。富兰克林县有一名年仅8岁的男孩被卷入洪水淹没的排水系统后溺亡，但因当时这个男孩是自己进入排水系统去取一个球，所以不属于风暴直接造成的人员伤亡。阿尔贝托还在沿海地区引发了多场海龙卷风，其中部分在戴尔县和加特利县登岸。此外还有局部地区报道出现时速95公里的阵风，导致树木倒塌和轻等程度破坏。
风暴产生的降水还延伸到了弗吉尼亚州、马里兰州东海岸以及特拉华州的最东南端。弗吉尼亚海滩的降雨量总计有147毫米，导致汉普顿锚地区域爆发山洪。洪水致使多条道路封闭，但没有出现严重损失的报道。

### 加拿大
阿尔贝托的温带系统残留给加拿大海洋省份带去狂风，新斯科舍的巴林顿（Barrington）出现时速119公里的阵风，持续风速也有每小时83公里。风暴产生的降雨量属中等水平，局部地区记录下的每小时降雨量达到10毫米，多个区域降雨量总计达到50毫米。由于土壤湿软，大风刮断了一些树枝，还刮倒了一些树木，另有部分供电线路中断，导致局部停电。纽芬兰也受到中等强度风力和降雨的影响。另据媒体报道，风暴还导致新斯科舍以南约370公里海域有4名水手失踪。